# Szydłowo (Powiat Mławski)
Szydłowo (dt. Schidlowo (1943–1945)) ist ein Dorf und Sitz der gleichnamigen Gemeinde im Powiat Mławski der Woiwodschaft Masowien, Polen.

## Gemeinde
Zur Landgemeinde (gmina wiejska) Szydłowo gehören 24 Ortschaften mit einem Schulzenamt (sołectwo):
- Budy Garlińskie
- Dębsk
- Garlino
- Giednia
- Kluszewo
- Korzybie
- Kozły-Janowo
- Krzywonoś
- Marianowo
- Młodynin
- Nosarzewo Borowe
- Nosarzewo Polne
- Nowa Sławogóra
- Nowa Wieś
- Nowe Nosarzewo
- Nowe Piegłowo
- Pawłowo
- Piegłowo-Kolonia
- Piegłowo-Wieś
- Stara Sławogóra
- Szydłowo
- Szydłówek
- Trzcianka
- Trzcianka-Kolonia
- Tyszki-Bregendy
- Wola Dębska
- Zalesie

Weitere Orte der Gemeinde sind Dębiny, Nieradowo, Nowa Wieś-Końce, Nowe Niemyje und Stare Niemyje.